# Saveuse
 Saveuse  es una población y comuna francesa, en la región de Picardía, departamento de Somme, en el distrito de Amiens y cantón de Amiens 1.er (Ouest).

## Demografía
| 340 | 355 | 604 | 858 | 864 | 776 | 726 |
| Para los censos de 1962 a 1999 la población legal corresponde a la población sin duplicidades (Fuente: INSEE [Consultar]) |     |     |     |     |     |     |